# 中島克磨
中島 克磨（なかじま かつま、1958年3月5日 - ）は、日本の現代音楽の作曲家、編曲家。

## 人物

### 出自
アラム・ハチャトゥリアンの孫弟子。東京都出生。父親、令一は内科医、母普美子は華道教授。千代田区富士見町出身。兄弟はいない。父は高田馬場生まれ、母親は本所生まれで、祖父母も東京出身という根っからの東京っ子。東京市本所区区会議員で都制促進委員会委員長であった母方の祖父、大坪金太郎の影響を強く受けて育つ。千代田区の番町小学校時代から、音楽の道へ進む希望が芽生えていった。この時期の重要な音楽教師は、児童オペレッタなどの作曲家岩上廣志。

### 学生時代
4歳から学んでいたピアノを中学時代にやめてしまい、一旦は受験勉強にのめり込むが、麹町中学2年の時に、ストラヴィンスキー、ムソルグスキーはじめとするロシア音楽を音楽教師の小原光一より習い、作曲家になることを決意する。最後のピアノ教師は池本純子。作曲に関しては独学。中学3年の時、全国学生作曲コンクールに、ピアノと女性無歌詞合唱のための30分以上の曲を出品。入賞の授賞式で、後の師匠となる、寺原伸夫と出会う。10代後半、文豪武者小路実篤を訪問。散文詩＜玄奥の地＞なる文章を同人誌に発表し、一時作家への道を志したが、音楽に進路を絞ることを再度決意。しかしその後も紆余曲折があり、1979年、アメリカのニューヨークで放浪。この時期、作曲家のジョージ・ロックバーグに私的なレッスンを受けた。

### デビュー以後
1981年、作曲家 伊福部昭の薦めもあり、かつて受けたコンクールの審査委員長、寺原伸夫の門を叩いたことから、中島の音楽人生はスタートする。少人数のサークル「詩人と作曲家の集い」のようなところで自作のピアノ曲を演奏したり、詩人とのコラボレーションなどを始める。その後、「日本音楽舞踊会議」という音楽団体に所属し、1982年にピアノ作品を発表し、デビュー。さらに、「日本作曲家協議会」という作曲家の団体に所属し、作曲家たちとの交流を深めていく。
寺原との関わりの中で、ソビエト連邦との繋がりもできていき、1984年には国際音楽祭に招待され、現代音楽の夕べで、2台ピアノのための作品がモスクワ初演された。この時、ソビエト音楽界の重鎮であった、ソ連作曲家同盟書記長フレンニコフが中島を弟子にすると公表。しかし実現にはいたらなかった。その後、オーケストレーションのレッスンを、カレン・ハチャトゥリアンからモスクワで、たびたび受けている。

### ロシアとともに
1987年「日本現代音楽協会」主催の作曲コンクールに弦楽四重奏曲が入選したことでこの団体にも所属。また、この年には初めてのオーケストラ作品を発表。その後は、多くの室内楽を作曲。こうしている間も、音楽団体の事務局を務め、1986年から「日本音楽舞踊会議」の事務局次長を、1996年には事務局長を拝命。2000年まで続けた。1998年、恩師寺原が亡くなり、それを機にロシアとの繋がりを保ちつつ自らの道を進むようになる。本格的な作曲活動と執筆活動が増えていく中、全音楽譜出版社からの依頼によるオーケストラ作品のピアノへの編曲は、ハチャトゥリアン、カバレフスキー、リムスキー＝コルサコフ、ホルスト、シベリウス、ムソルグスキー、ガーシュイン・・・等と多岐に渡ることとなった。と同時に、自作もオーケストラ作品が増えていく。また管弦楽法の本とも言える＜スコアリーディングを始める前に＞や 音楽史の事典ともいえる＜作曲家ファイル＞を執筆。前者を使った公開講座が、全国で行われている。
MUSIMAという名前による平和コンサートは1988年から始められたが、2000年以降は行われていない。1985年から事務局次長を務めていた「日本・ロシア音楽家協会」の事務局長へ2010年に就任、その後2014年まで続けた。

### 国外で
1991年頃から国外活動が増えていき、サンクトペテルブルク交響楽団、サンクトペテルブルク国立アカデミー交響楽団、サラエボ フィルハーモニー管弦楽団、カザフスタン国立 交響楽団、ヤロスラブリ打楽器合奏団・・といった楽団や、リュボーフィ・シシュハノ ヴァ(Org)、エレーナ・アシュケナージ(Pf)、グリゴリー・フェイギン(Vn)、ミハイル・ ドゥルジーニン(Trp)、リュドミラ・ゴルブ(Org)、スヴェトラーナ・ナヴァサルジャン (Pf)、ガヤネ・ジャガツパニャン(Pf)、ヴェラ・ヴァイドマン姉妹( Pf,Vn)、ユリア・レヴ (Pf)、ドミトリー・フェイギン(Vc)・・・といったユーラシア圏の音楽家たちによって作 品が演奏されるようになっていく。 モスクワ現代音楽祭、レニングラードの春、モスクワの秋、ボルバード国際シンポジウ ム、タシケント音楽祭、ナウリュズ21、ハバロフスク現代音楽祭、亜エンクエントロス 展、ユーゴ回顧展、音楽の架け橋、5大陸の音楽、日本の魂、オデッサ新音楽2昼夜・・・ など多数の国際音楽祭で作品が取り上げられている。 日本、ロシア、ドイツ、フランス、オーストリア、スイス、スウェーデン、ポーランド、 アルゼンチン、ユーゴスラヴィア、ブルガリア、チェコ、ボスニア・ヘルツェゴビナ、タジ キスタン、ウズベキスタン、カザフスタン、アルメニア、アメリカ、ウクライナ・・・な ど、自作品や編曲作品が演奏された国は、20カ国以上にのぼる。 全音楽譜出版社からの編曲楽譜は、イギリスのBoosey&Hawkes、ドイツのSchott、アメリカのHal Leonard などでも取り扱われている。

### 備考
バラライカ奏者の北川翔は、留学前に中島に師事している。(音楽理論)

## 作風
作風は、保守的ながら激しいリズムとパワフルさが特徴。ロシア的な雰囲気が感じられる曲もある。民族主義的音楽というわけではないが、日本民謡や、童歌などの素材も使われている。調性感はあるが、決して古典的な調性音楽ではなく、時に晦渋な和音が使われる。カトリック教徒ということもあり、聖書に基づいた宗教的題材の作品も手がけている。
初期には無調性の作品も書かれていたが、早い段階で陰を潜めた。7回もの引っ越しで、楽譜の散逸がひどく、紛失した作品も多いという。濃いめのオーケストレーションから察するに、中島は金須嘉之進から続いたロシア楽派の最後の一人に数えられるだろう。

## 主要作品

### 管弦楽曲
- オーケストラのための交響的挿話「地球」（モスクワ国立出版＜MUZYKA＞）
- オーケストラのための舞踊組曲「森の民」（マザーアース）
- オーケストラのための 日本民謡による「祭礼幻想」（マザーアース）
- トランペットとオーケストラのための小協奏曲（マザーアース）
- 舞踊曲：ラハム 〜電子オルガンオーケストラ版〜
- 弦楽オーケストラのための「祈り」

### 室内楽曲
- 弦楽四重奏のための「トリスタ」（全音楽譜出版社）
- ピアノのための「モスクワ」（日本音楽舞踊会議）
- ピアノのための「3つの暗喩」（全音楽譜出版社）
- ピアノのための「秘め事」（日本音楽舞踊会議）
- ピアノのための「祭礼幻想」第二組曲（全音楽譜出版社）
- ピアノのための「森の民」（日本作曲家協議会）
- 2台のピアノのための「森の民」（全音楽譜出版社）
- パイプオルガンと朗読のための「ミゼレレ」（モスクワ国立出版＜MUZYKA＞）
- パイプオルガンと朗読のための「コヘレット」
- パイプオルガンと朗読のための「わらべ歌」
- パイプオルガンと打楽器のための「プレリュード」
- 電子オルガンのための「夢の中の出来事」（マザーアース）
- 電子オルガンのための「エクソシズム」（マザーアース）
- ヴィブラホーンとヴィオラとフルートのための「イルミナーツィア」
- ヴァイオリンとピアノのための「気まぐれな情景」（モスクワ国立出版＜MUZYKA＞）
- ヴァイオリンソロのための「モノローグ」
- バラライカとピアノのための「今も心の中に・・」

### 声楽曲
- ピアノとソプラノのための「小ミサ曲」
- ピアノとソプラノのための「3つの子守唄」
- ピアノとバスのための「遠いふるさとの岸辺に」　詩：プーシキン

## 編曲作品

### オーケストラからピアノへの編曲
- ハチャトゥリヤン・「ガイーヌ」抜粋版（全音楽譜出版社）
- リムスキー＝コルサコフ・「シェヘラザード」全曲版（全音楽譜出版社）
- ベルリオーズ「幻想交響曲」全曲版（ドレミ楽譜出版社）
- ホルスト・「惑星」全曲版（全音楽譜出版社）
- モーツァルト・「アリア集」（ドレミ楽譜出版社）
- モーツァルト・コンサートアリア集（ドレミ楽譜出版社）
- ムソルグスキー・「禿山の一夜」（全音楽譜出版社）
- カバレフスキー・「道化師」全曲版（全音楽譜出版社）
- ハチャトゥリヤン・「仮面舞踏会」全曲版（全音楽譜出版社）
- シベリウス・「フィンランディア」（全音楽譜出版社）
- ガーシュイン・「パリのアメリカ人」（全音楽譜出版社）
- ガーシュイン・「ポギーとベス」抜粋連弾版（全音楽譜出版社）

## 著書
- スコアリーディングを始める前に（ドレミ楽譜出版社）
- クラシック作曲家ファイル（ドレミ楽譜出版社）

## 解説執筆
オーケストラ ポケット フルスコア 楽曲分析（全音楽譜出版社）
- ラフマニノフ:ピアノ協奏曲第2番
- ラフマニノフ:パガニーニの主題による狂詩曲
- ハチャトゥリャン:交響曲第1番
- ハチャトゥリャン:チェロ協奏曲
- チャイコフスキー:交響曲第6番
- チャイコフスキー:弦楽のためのセレナード
- チャイコフスキー:序曲「1812年」
- チャイコフスキー:スラヴ舞曲
- リムスキー=コルサコフ:シェヘラザード
- ベルリオーズ:幻想交響曲

### 中島の著作物から
- 中島克磨作品集 - プロフィール詳細解説 (ナビ)
- 決定版!!クラシック作曲家ファイル : 音楽史順で読む : 有名作曲家110名をピックアップ - (ドレミ楽譜出版社)
- 楽器・楽譜の色々 スコアリーディングを始める前に~ピアノからオーケストラまで~ ドレミ楽譜出版社; B5判
- 中島克磨作曲・編曲集CDブックレット（ライヴノーツ）

### 中島以外の人物によるもの
- 日本の作曲家 (日外アソシエート）P466
- 寺原伸夫 - 生涯と音楽活動 （鉱脈社）P226～238
- 日本・ロシア音楽家協会のあゆみ （ヤロム）P9,13～14
- 「音楽の世界」 1977.7月号　P18〜20（日本音楽舞踊会議）
- 現代作曲家作品辞典(マザーアース) P204~205
- 音楽家人名辞典(日外アソシエート) P500
- 音楽の世界 2020.秋号 P50~51